# Babyland
I Babyland erano una band "punk elettronico indipendente" fortemente influenzato dalla performance art di Los Angeles, California. La band era composta da Dan Gatto che cantava voci ed elettronica e Michael Smith su percussioni.

## Storia dei Babyland
I Babyland si formarono nel 1989, erano sostenitori dell'etica punk DIY e parte della cultura musicale underground. Erano molto apprezzati nelle comunità di musica industriale, punk rock, indie rock e musica elettronica. Conosciuti per le loro esibizioni dal vivo, i Babyland hanno condiviso il palco con band come The Offspring, Ethyl Meatplow, Grotus, Legendary Pink Dots, Dystopia, Foetus, Add N to (X), Nitzer Ebb, VNV Nation e Psychic TV. La maggior parte delle loro esibizioni dal vivo si sono svolte in club underground come Jabberjaw di Los Angeles, Kontrol Faktory, The Smell e 924 Gilman a Berkeley.
Le registrazioni precedenti al 1996 furono pubblicate sull'etichetta punk rock di Los Angeles Flipside, inclusi i primi tre album della band: You Suck Crap (1992), A Total Letdown (1994) e Who's Sorry Now (1995). Questi album sono stati accolti positivamente dalla critica. L'Alternative Press definì la band come l'incarnazione di "tutta la confusione, il risentimento, la rabbia e la frustrazione provate da un'intera generazione". La band ha anche partecipato a diversi festival della Flipside nel deserto del Mojave. Il materiale successivo è stato pubblicato dall'etichetta della band, Mattress. Il quinto album The Finger e la greatest Hits Decade One sono stati pubblicati in Europa dalla Dependent Records. Più di recente, un accordo con Metropolis Records li portò alla pubblicazione più commerciale Cavecraft-
La band si sciolse ufficialmente con un comunicato stampa emesso tramite Myspace.
Il cantante, Dan, ha un nuovo progetto musicale chiamato "Continues".

## Discografia

### Album in studio
- You Suck Crap
- A Total Letdown
- Who's Sorry Now
- Outlive Your Enemies
- The Finger
- Cavecraft

### Raccolte
- Decade One

### EP
- Dog Snatcher
- 2002
- Not Modern

### Singoli
- 1991
- Reality Under Smrow-Toh
- Stomach
- Past Lives